# 二之宮知子
二之宮知子（日语：二ノ宮 知子、1969年5月25日—），是日本埼玉縣秩父郡皆野町出身的漫畫家，代表作是交響情人夢。

## 概要
- 家中經營板金加工公司。在1989年，以《London Doubt Boys》出道。
- 相當地愛喝酒，作品裡也常用到關於酒的題材。在描繪自己喝酒所遭遇過的經驗《（平成酒醉研究所）》裡，稱自己為「漫畫家兼酒醉研究所所長」，於是漫迷都稱她為「所長」。
- 她和日劇版『交響情人夢』飾演女主角野田惠的演員上野樹里是同月同日生。

## 作品
- （全1集）[1]
- OUT（全1集）
- （全1集）
- （全1集）
- （原版10集、文庫版5集）
- 綠色心情（GREEN～農家のヨメになりたい～）（共4集）
- 天才家庭（天才ファミリー・カンパニー）（原版11集、文庫版6集）
- 交響情人夢（のだめカンタービレ）（共25卷，於Kiss已完結）
- 87超頻者（87CLOCKERS〜エイティセブンクロッカーズ〜）（2011年-2016年，共9集）
- 當鋪千金的珠寶盒（七つ屋 志のぶの宝石匣）（2013年-，於Kiss連載中）

## 外部連結
- Tomoko Ninomiya's Web 官方網站（页面存档备份，存于）